# Kingella (bacteria)
Kingella es un género de bacterias gramnegativas de la familia Neisseriaceae. Recibe su nombre en honor de la bacterióloga estadounidense Elizabeth O. King.

## Microbiología
Son bacilos rectos gramnegativos, aunque con tendencia a resistir la decoloración en la tinción de Gram, oxidasa-positivos, catalasa-negativos y fermentan la glucosa y otros carbohidratos produciendo ácido, pero no gas. Rara vez presentan resistencias a antimicrobianos y son sensibles a betalactámicos, sulfonamidas, eritromicina y tetraciclinas, entre otros.

## Taxonomía
A fecha de 2021 se clasificaban las siguientes especies en el género:
- Kingella denitrificans Snell & Lapage 1976
- Kingella kingae (Henriksen & Bøvre 1968) Henriksen & Bøvre 1976
- Kingella negevensis El Houmami et al. 2017
- Kingella oralis corrig. Dewhirst et al. 1993
- Kingella potus Lawson et al. 2005